# Marvin Musquin

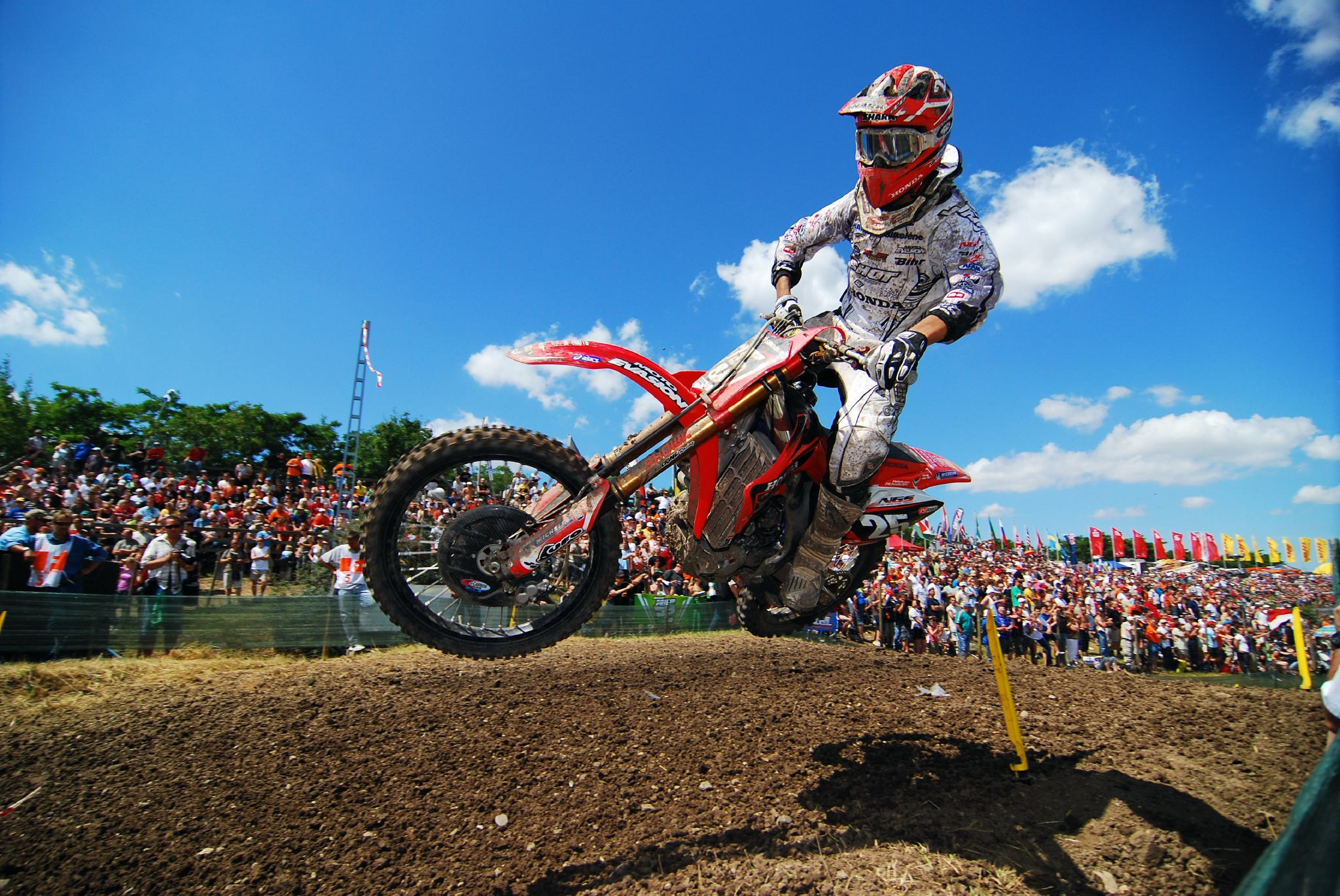

Marvin Musquin (La Réole, 30 december 1989) is een Frans motorcrosser.

## Carrière
Marvin Musquin begon met motorcross op het hoogste niveau in de 85cc-klasse in 2004 en werd meteen Europees Kampioen. In 2006 won hij het Junior 125cc Wereldkampioenschap. In 2008 begon hij met een privéteam op Honda in het Wereldkampioenschap motorcross in de MX2-klasse. Hij eindigde op de veertiende plaats.
Ook in 2009 begon hij met Honda aan het Wereldkampioenschap. Halverwege het seizoen verbrak hij zijn contract met Honda om voor het KTM fabrieksteam te rijden. Musquin won zes Grands Prix en werd ook wereldkampioen. In 2010 verdedigde hij met succes zijn wereldtitel, mede door dat jaar acht Grands Prix te winnen.
Sinds 2011 rijdt Musquin in de Verenigde Staten in de 250cc-klasse. In 2013 werd hij derde in de eindstand van het Lucas Oil Pro Motorcrosskampioenschap.
In 2014 won hij de eerste editie van de Red Bull Straight Rhythm, een Supercrosswedstrijd in de 250cc-klasse. In 2015 werd Musquin kampioen in de SX Lites East-klasse, en werd vice-kampioen in het outdoorkampioenschap. Eind dat seizoen won hij samen met Romain Febvre en Gautier Paulin de Motorcross der Naties voor eigen volk in Ernée. In 2016 maakte Musquin de overstapt naar de 450-cc klasse.

## Palmares
- 2004: Europees Kampioen 85cc
- 2006: Junior Wereldkampioen 125cc
- 2009: Wereldkampioen MX2
- 2010: Wereldkampioen MX2
- 2014: Winnaar Red Bull Straight Rhythm 250SX
- 2015: AMA SX Lites East Coast kampioen
- 2015: Winnaar Motorcross der Naties

| GP-overwinningen | GP-overwinningen | GP-overwinningen | GP-overwinningen    |
| No.              | Datum            | Grand Prix       | Plaats              |
| MX2-klasse       | MX2-klasse       | MX2-klasse       | MX2-klasse          |
| ---------------- | ---------------- | ---------------- | ------------------- |
| 1                | 05-04-2009       | Bulgarije        | Sevlievo            |
| 2                | 31-05-2009       | Groot-Brittannië | Mallory Park        |
| 3                | 07-06-2009       | Frankrijk        | Ernée               |
| 4                | 02-08-2009       | Limburg          | Lommel              |
| 5                | 30-08-2009       | Nederland        | Lierop              |
| 6                | 13-09-2009       | Brazilië         | Canelinha           |
| 7                | 04-04-2010       | Bulgarije        | Sevlievo            |
| 8                | 11-04-2010       | Lombardije       | Mantova             |
| 9                | 09-05-2010       | Portugal         | Águeda              |
| 10               | 16-05-2010       | Catalonië        | Bellpuig            |
| 11               | 30-05-2010       | Verenigde Staten | Glen Helen          |
| 12               | 06-06-2010       | Frankrijk        | Saint-Jean-d'Angély |
| 13               | 20-06-2010       | Duitsland        | Teutschenthal       |
| 14               | 08-08-2010       | Tsjechië         | Loket               |